# Вызов (фильм, 2008)
«Вы́зов» (англ. Defiance) — военная драма, снятая режиссёром Эдвардом Цвиком. События разворачиваются во время Второй мировой войны. Фильм основан на реальных событиях, описанных в книге Нехамы Тек «Вызов: партизаны Бельские» («Defiance: The Bielski Partisans»).

## Сюжет
После вторжения немецких войск на территорию Белоруссии летом 1941 года и массовых расправ над еврейским населением братья Бельские создали в Налибокской пуще еврейский партизанский отряд, к которому примкнули более тысячи человек.
Старший из братьев, Тувья, приходит в дом коллаборационистов, начальника полиции и двух его сыновей, убивших его родителей, и лично расстреливает их. Евреи, бегущие из гетто, присоединяются к братьям. Тувья становится командиром отряда.
Отряд фактически становится семейным, и Зусь Бельский, горящий желанием сражаться против оккупантов, с группой бойцов уходит к белорусским партизанам.
Отряд Бельского продолжает жить и бороться, но добывать пропитание становится все сложнее, особенно зимой. Люди умирают от голода и болезней.
Весной появляются каратели, и отряд уходит через болото. Сражаться с немцами отряду помогает группа Зуся Бельского, которая ушла от партизан в связи с антисемитскими преследованиями со стороны заместителя командира Громова и из-за нежелания командира Панченко помочь отряду Тувьи.
Отряд Бельских сражался и жил до самого освобождения Белоруссии летом 1944 года.

## В ролях
- Дэниел Крейг — Тувья Бельский
- Лев Шрайбер — Зусь Бельский
- Джейми Белл — Асаэль Бельский
- Джордж МакКей — Арон Бельский
- Равиль Исянов — Виктор Панченко, командир партизанского отряда «Октябрь»
- Аллан Кордюнер — Шимон Харец
- Алекса Давалос — Лилка
- Томас Арана — Бен Сион Гулковиц
- Миа Васиковска — Хая Дзецёлская
- Антанас Шурна — раввин
- Яцек Коман — Костик

## Критика
На агрегаторе рецензий Rotten Tomatoes рейтинг одобрения составляет 59 % на основе 188 рецензий со средней оценкой 5,9 из 10. Консенсус сайта гласит: «Профессионально сделанная, но лишенная художественного вдохновения история Эда Цвика о евреях, переживших Вторую мировую войну в белорусском лесу, лишена эмоционального напора реальной истории».
Белорусский кинокритик Максим Жбанков, отмечая, что кинофильм Цвика не похож на пропитанные идеологией советские и антисоветские образцы, написал:

 «Вызов» — не историческая драма, не хроники войны, не огневой боевик. И даже не психологический этюд. Это презентация «нового Джеймса Бонда» в необычном антураже — на белом коне и с тройфейным «шмайсером» на шее. […] Фильм непоправимо простоват. Он задуман и реализован как сентиментальный комикс. Нет боли и страсти. Нет человеческих драм. Есть ролевая игра на полях истории. Джеймс Бонд с Талмудом… 
Карен Баллард в Los Angeles Times отмечает, что «образ еврея, воссозданный Крейгом в „Вызове“, не знаком западной публике и разительно отличается от „еврейских характеров“, представляемых до сих пор в американском и европейском кинематографе, на телевидении и в прочих средствах массовой информации». Как пишет Баллард, ранее образ еврея в кино ассоциировался либо с беззащитными и беспомощными жертвами Холокоста, либо с Вуди Алленом, создавшим комичный образ суетливого невротического горожанина, не приспособленного к жизни в США. Эдвард Цвик создаёт образ героя антинацистского сопротивления, готового бороться не только за самого себя и своих близких, но и за всех евреев. Критик из The New York Times назвал фильм «жестким» и «мускулистым». Он сказал, что Цвик «держит свою камеру тяжелой рукой, акцентируя почти каждую сцену решительным кивком, улыбкой или гримасой в зависимости от ситуации».
В Польше фильм раскритиковали за якобы однобокое изображение событий. Пресса выражала недовольство тем, что в фильме есть исключительно «хорошие советские партизаны и плохие немцы».

## Награды и номинации
| Награды и номинации | Награды и номинации    | Награды и номинации | Награды и номинации |
| Награда             | Категория              | Результат           |                     |
| ------------------- | ---------------------- | ------------------- | ------------------- |
| «Оскар»             | Лучшая музыка к фильму | Номинация           |                     |
| Золотой глобус      | Лушая музыка к фильму  | Номинация           |                     |

## Сборы
Бюджет фильма составил 32 млн $. С 31 декабря 2008 года в ограниченном прокате и с 16 января 2009 по 30 апреля 2009 — в широком. В первые выходные ограниченного проката собрал 123 513 $ (32 место, 2 кинотеатра), широкого — 8 911 827 $ (8 место, 1789 кинотеатров). Наибольшее число показов в 1793 кинотеатрах единовременно. За время проката собрал в мире 51 074 698 $ (90 место по итогам года), из них 28 644 813 $ в США (100 место по итогам года) и 22 429 885 $ в остальном мире.

## Съёмки
Фильм снимался на территории Литвы, и в партизанской массовке снимались студенты-белорусы из Европейского гуманитарного университета в Вильнюсе. По их настоянию, песню «Чёрный ворон», которую по сценарию должны были петь партизаны, заменили на белорусскую народную песню «Купалинка».
У спасавшего евреев в фильме белорусского крестьянина, которого немцы за это повесили, был реальный прототип — Константин Козловский. На самом деле он прожил почти сто лет и был признан Праведником народов мира.